# Leitershofen
Leitershofen ist ein Pfarrdorf und Ortsteil der Stadt Stadtbergen im schwäbischen Landkreis Augsburg in Bayern (Deutschland).

## Verkehrslage
Die Bundesstraße 17, die hier mit der Bundesstraße 300 zusammenfällt, besitzt zwei Ausfahrten nach Leitershofen, nämlich Leitershofen/Pfersee-Süd und Stadtbergen-Leitershofen/Augsburg-Pfersee. Die Kreisstraße A 11 führt von Stadtbergen über Leitershofen zur Landkreisgrenze nach Schafweidesiedlung, wo sie in die Kreisstraße As 6 übergeht.

## Geschichte
Leitershofen war früher teilweise im Besitz mehrerer Augsburger Patriziergeschlechter, u. a. den Hofmaier, Peutinger, Langenmantel, Rehlinger und Welser. 1523 erwarb Bartholomäus VI. Welser das Obere Schloss von Leitershofen. Von den Welser leitet sich auch das ehemalige Gemeindewappen ab. Die Grundherrschaft über den Ort übte zuletzt die Familie Fugger-Babenhausen aus, das Hochgericht gehörte der Markgrafschaft Burgau und das Präsentationsrecht über die örtliche Pfarrei bis zur Säkularisation dem Hochstift Augsburg. Nach dem Reichsdeputationshauptschluss fiel der Ort an das Kurfürstentum Bayern. Die ehemals selbständige Gemeinde wurde am 1. Mai 1978 im Zuge der Gebietsreform in Bayern nach Stadtbergen eingemeindet.

Die katholische Pfarrei Sankt Oswald in Leitershofen, mit der alten Kirche St. Oswald (barocker Neubau von 1732 durch den Baumeister Johann Georg Fischer) und der neuen Pfarrkirche Zum auferstandenen Herrn (Architekt Adolf Zach, 1970 geweiht, 2020 innen renoviert) gehört zur Pfarreiengemeinschaft Stadtbergen im Dekanat Augsburg II im Bistum Augsburg. Im Dorf befindet sich das Exerzitienhaus der Diözese mit der Kapelle Sankt Paulus (fertiggestellt 1963, Architekt Thomas Wechs). In Leitershofen gibt es das internationale Institut für empirische Sozialökonomie.

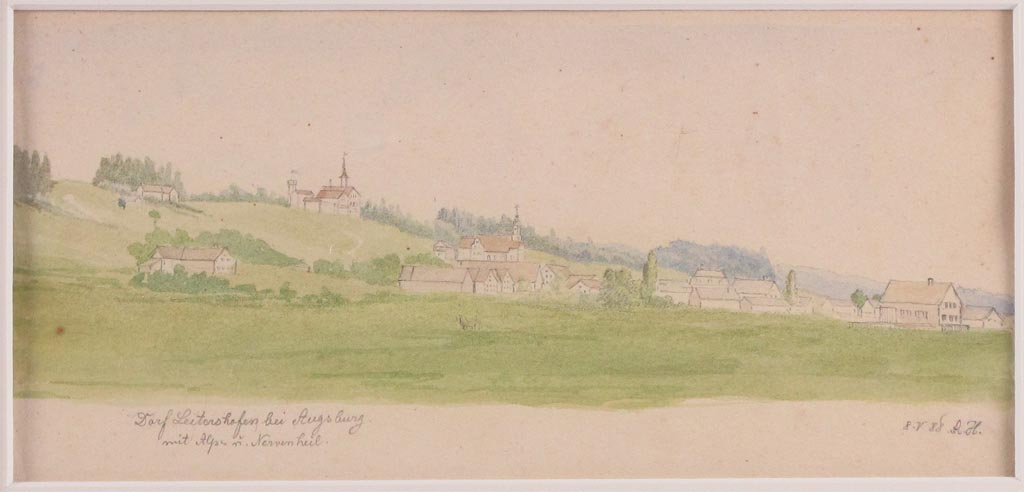
Leitershofen 1888

## Persönlichkeiten
- Eitelhans Langenmantel (* um 1480 in Leitershofen, † 1528 in Weißenhorn), Angehöriger des später erloschenen Augsburger Patriziergeschlechts Langenmantel vom Sparren und ein Märtyrer der Täuferbewegung
- Imanuel Lauster (* 1873 in Münster bei Stuttgart, † 1948 in Leitershofen), Techniker und Vorstandsvorsitzender von MAN
- Karl Kraft (* 1903 in München, † 1978 in Augsburg), Domorganist in Augsburg, Komponist. Besaß ein Anwesen in Leitershofen, das er jahrzehntelang bewohnte. Heute ist die dort anliegende Straße nach ihm benannt.
- Hans, Leonhard und Peter Motzhart, Vorfahren von Wolfgang Amadeus Mozart, ab 1506 als Söldner in Leitershofen bezeugt
- Friedrich „Fritz“ Abel (* 7. Dezember 1939 in Worms), Didaktiker und Romanist sowie Hochschullehrer in Augsburg.